# روث دریفوس
روث دریفوس (انگلیسی: Ruth Dreifuss؛ زادهٔ ۹ ژانویهٔ ۱۹۴۰) سیاست‌مدار اهل سوئیس است. وی در سال ۱۹۹۹ رئیس‌جمهور سوئیس بود. او اولین زنی است که در تاریخ این کشور به مقام ریاست‌جمهوری می‌رسد.
از فیلم‌ها یا برنامه‌های تلویزیونی که وی در آن نقش داشته‌است می‌توان به شکستن تابو اشاره کرد.